# Turó de l'estepa
El turó de l'estepa (Mustela eversmanii) és un mamífer carnívor de la família dels mustèlids i una de les diverses espècie de turó que hi ha al gènere Mustela. Viu a les estepes i deserts de l'est d'Europa i repúbliques de l'antiga Unió Soviètica, a més de Mongòlia i la Xina.
Aquest tàxon fou anomenat en honor del metge i entomòleg rus Eduard Friedrich Eversmann.